# لا صغير

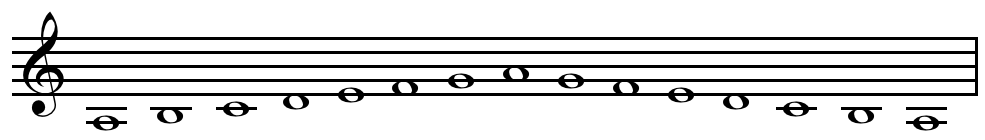
سلم لا الصغير صعوداً وهبوطاً

لا صغير (A minor) هو سلم موسيقي صغير، يتألف من الدرجات الموسيقية لا A، سي B، دو C، ري D، مي E، فا F، صول G، وينتهي بمفتاح لا A، وذلك على الترتيب التالي من اليسار إلى اليمين:
A, B, C, D, E, F, G, A
إن السلم الصغير المتناغم معه يتم عند رفع الصول G إلى ♯G. لا يحوي دليل مفتاح هذا السلم على أي علامة رفع أو خفض.
يكون المفتاح الموسيقي القريب له على السلم الكبير هو دو كبير، أما المفتاح الموسيقى الموازي فهو لا كبير.